# ژنو ۲ (سوریه)
کنفرانس ژنو ۲ نشستی بود برای رسیدگی به وضعیت جنگ داخلی سوریه که در تاریخ ۲۲ ژانویه ۲۰۱۴ برابر با ۲ بهمن ۱۳۹۲ برگزار شد.
سازمان ملل در ۲۶ آذر اعلام کرد به دلیل رزرو هتل‌های ژنو برای نمایشگاه ساعت‌های لوکس این کنفرانس ابتدا در مونترو برگزار و پس از یک وقفه در ۲۴ ژانویه برابر ۴ بهمن در ژنو پی‌گرفته می‌شود.
با این حال نیکولای پاتروشف، رئیس شورای امنیت ملی روسیه در ۲۶ دسامبر ۲۰۱۳ برابر ۵ بهمن ۱۳۹۲ بدلیل آنچه که پیشرفت اندک در فراهم کردن ملزومات این کنفرانس نامید نسبت به برگزاریش در تاریخ اعلام شده ابراز شک کرده و گفت: «نمی‌توانیم کنفرانس را در زمان تعیین شده برگزار کنیم.»
این کنفرانس هیچ تضمینی برای پایان دادن به درگیری‌ها در سوریه ندارد.
با نزدیک شدن به موعد برگزاری ژنو ۲، دو طرف درگیری‌ها فتیله جنگ را بالاکشیدند تا در کنفرانس دست بالا را داشته باشند.
دبیرکل سازمان ملل متحد روز یکشنبه، ۲۹ دی ۹۲، پس از ماه‌ها بحث و تردید بر سر حضور ایران در کفرانس ژنو ۲ از مقامات جمهوری اسلامی دعوت به عمل آورد، اما این اقدام واکنش و هشدار ائتلاف ملی سوریه، آمریکا و عربستان را در پی داشت که اعتقاد دارند ایران نخست باید نتایج نشست ژنو ۱ را بپذیرد تا در این کنفرانس حضور یابد.
سازمان ملل متحد روز دوشنبه، ۳۰ دی ۹۲ اعلام کرد که اظهارات مقامات جمهوری اسلامی مغایر با تعهداتی است که آنها در رابطه با بحران سوریه داده‌اند و به همین خاطر دعوت خود از ایران جهت حضور در کنفرانس ژنو ۲ را پس می‌گیرد.
وزیر امور خارجه ایران اقدام بان گی مون، دبیرکل سازمان ملل متحد، در کنار گذاشتن تهران از کنفرانس ژنو ۲ درباره سوریه را تاسف‌بار خواند و او را به نگفتن دلایل واقعی این تصمیم متهم ساخت. او گفت که که بان گی مون تحت فشار آمریکا و اپوزیسیون سوریه دعوت خود را از ایران پس گرفته است.

## شرکت‌کنندگان

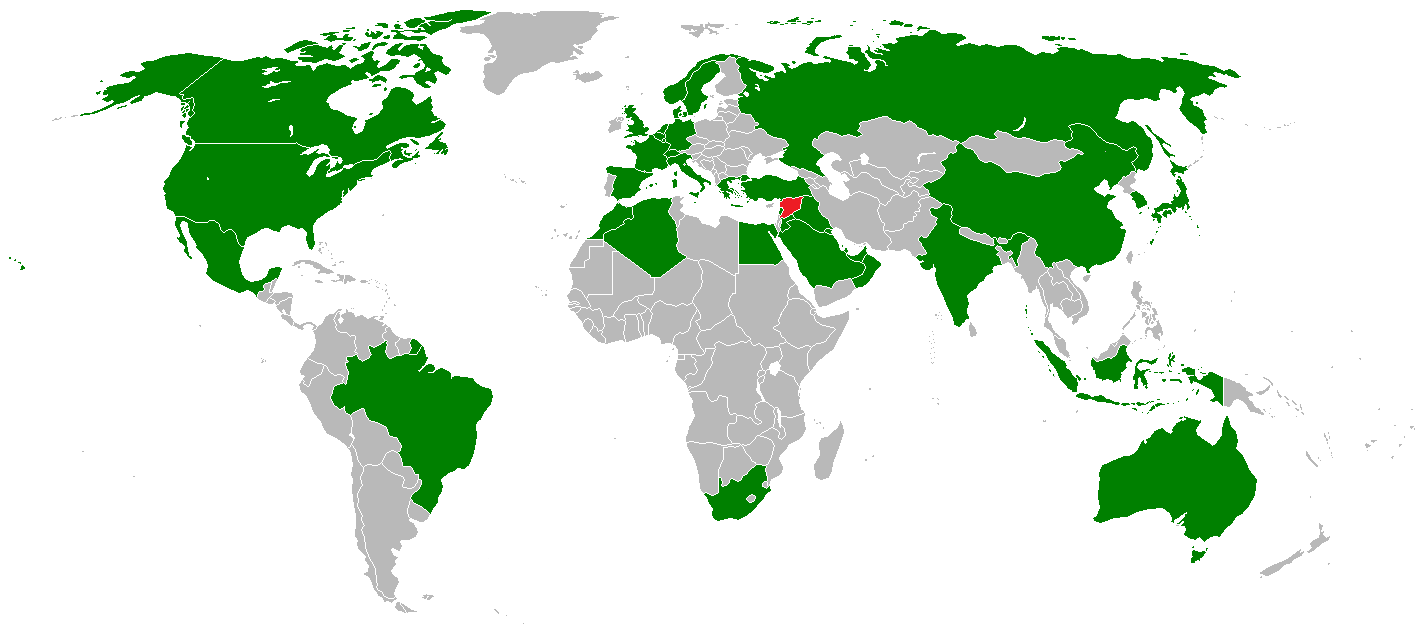
نقشه کشورهای شرکت‌کننده در کنفرانس ژنو ۲. سوریه به رنگ قرمز نشان داده شده‌است.

اخضر ابراهیمی، نماینده ویژه سازمان ملل در امور سوریه در ۲۹ آذر اسامی کشورهای دعوت شده به ژنو ۲ را به شرح زیر بیان کرد:کشورها عضو شورای امنیت سازمان ملل (از قبیل آمریکا، چین، روسیه، فرانسه، انگلیس)، اتحادیهٔ اروپا، اتحادیهٔ عرب، سازمان همکاری‌های اسلامی، الجزایر، مراکش، مصر، ترکیه، عربستان سعودی، کویت، لبنان، عراق، برزیل، کانادا، دانمارک، آلمان، اسپانیا، ایتالیا، هندوستان، اندونزی، آفریقای جنوبی، سویس، اتریش، امارات متحده عربی، ژاپن، اردن، نروژ، عمان و قطر.
سازمان‌های بین‌المللی
- سازمان ملل متحد
- اتحادیه اروپا
- اتحادیه عرب
- سازمان همکاری اسلامی

کشورهای شرکت‌کننده
- الجزایر
- استرالیا
- بحرین
- بلژیک[۸]
- برزیل
- کانادا
- چین
- دانمارک
- مصر
- فرانسه
- آلمان
- یونان
- هند
- اندونزی
- عراق
- ایتالیا
- ژاپن
- اردن
- کویت
- لبنان
- لوکزامبورگ
- مکزیک
- مراکش
- نروژ
- هلند
- عمان
- قطر
- روسیه
- عربستان سعودی
- آفریقای جنوبی
- کره جنوبی
- اسپانیا
- سوئد
- سوئیس
- ترکیه
- امارات متحده عربی
- بریتانیا
- ایالات متحده آمریکا
- واتیکان[۹]

### موافقان رژیم سوریه
دولت سوریه
روسیه
ایران
چین
حزب‌الله

### مخالفان رژیم سوریه
شورای ملی سوریه
ارتش آزاد سوریه
شورای ملی کرد
امریکا
عربستان سعودی
ترکیه
قطر

## نتایج

### دور دوم
دور دوم مذاکرات در ۱۵ فوریه ۲۰۱۴/۲۶ بهمن ۱۳۹۲ بدون هیچ نتیجه‌ای پایان یافت.

## حاشیه‌ها
دولت سوریه برای تحت فشار قرار دادن مذاکره‌کنندگان شماری از بستگان اعضای هیئت مذاکره‌کننده اپوزیسیون را در حین مذاکرات، در سوریه بازداشت کرد.